# Surveillance de voisinage

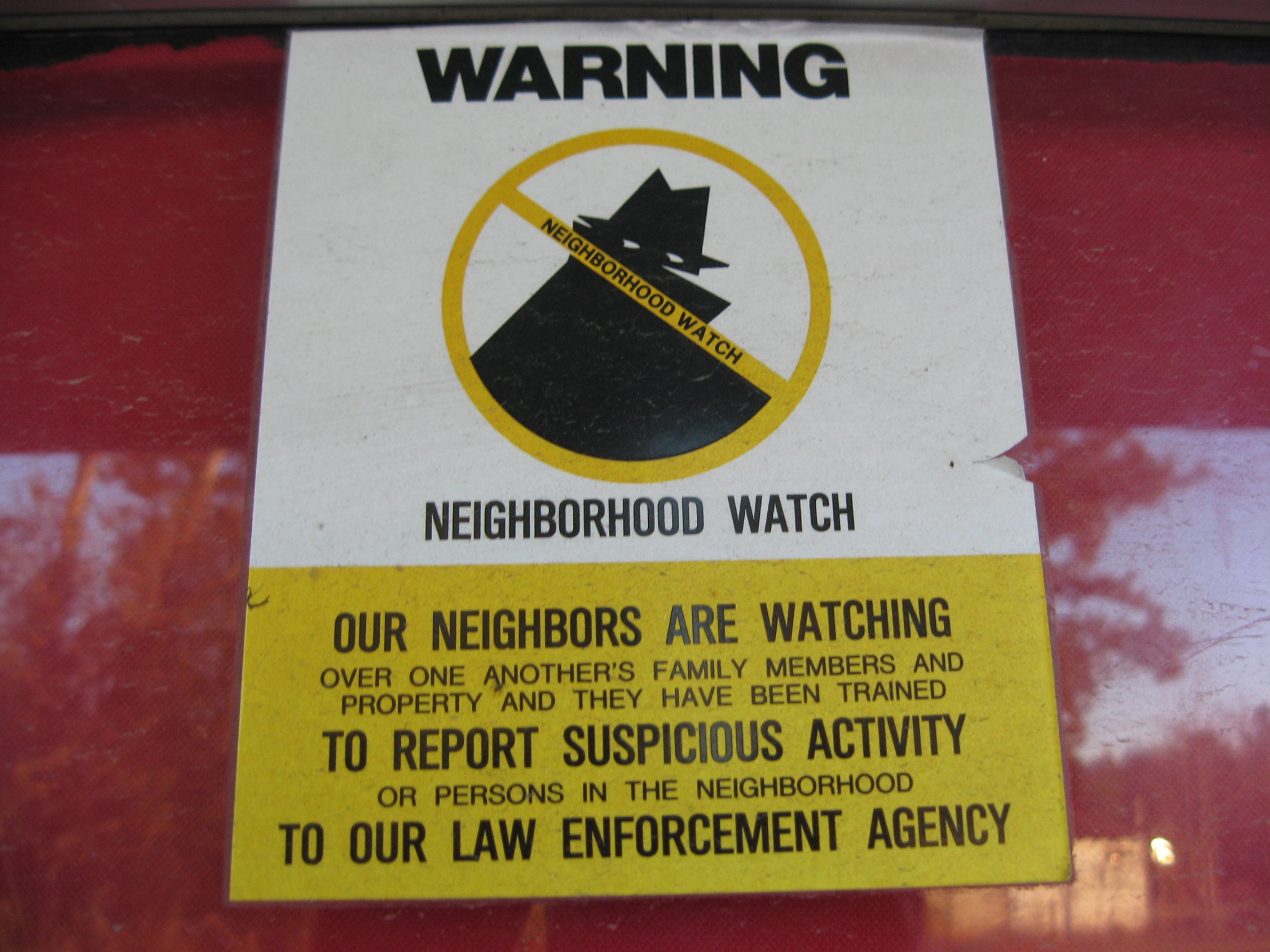
Signalisation « neighbourhood watch » près de Picayune (Mississippi, États-Unis).

La surveillance de voisinage (en anglais « neighbourhood watch ») désigne l'action d'un ensemble de personnes d'un quartier, d'une rue, qui s'associent dans le but de prévenir la délinquance et les cambriolages. Cette surveillance est surtout active dans les pays anglo-saxons.
Il s'agit d'être attentif à des faits inhabituels. Lorsqu'ils ont connaissance d'un fait, les membres de l'organisation de surveillance peuvent alerter le maire, la police municipale ou les services de police ou de gendarmerie.
Ce dispositif est en vigueur aux États-Unis, au Royaume-Uni, en Allemagne, en Australie et dans quelques villes françaises comme à Noisy-le-Grand en Seine-Saint-Denis.

## En France: le dispositif de «participation citoyenne»

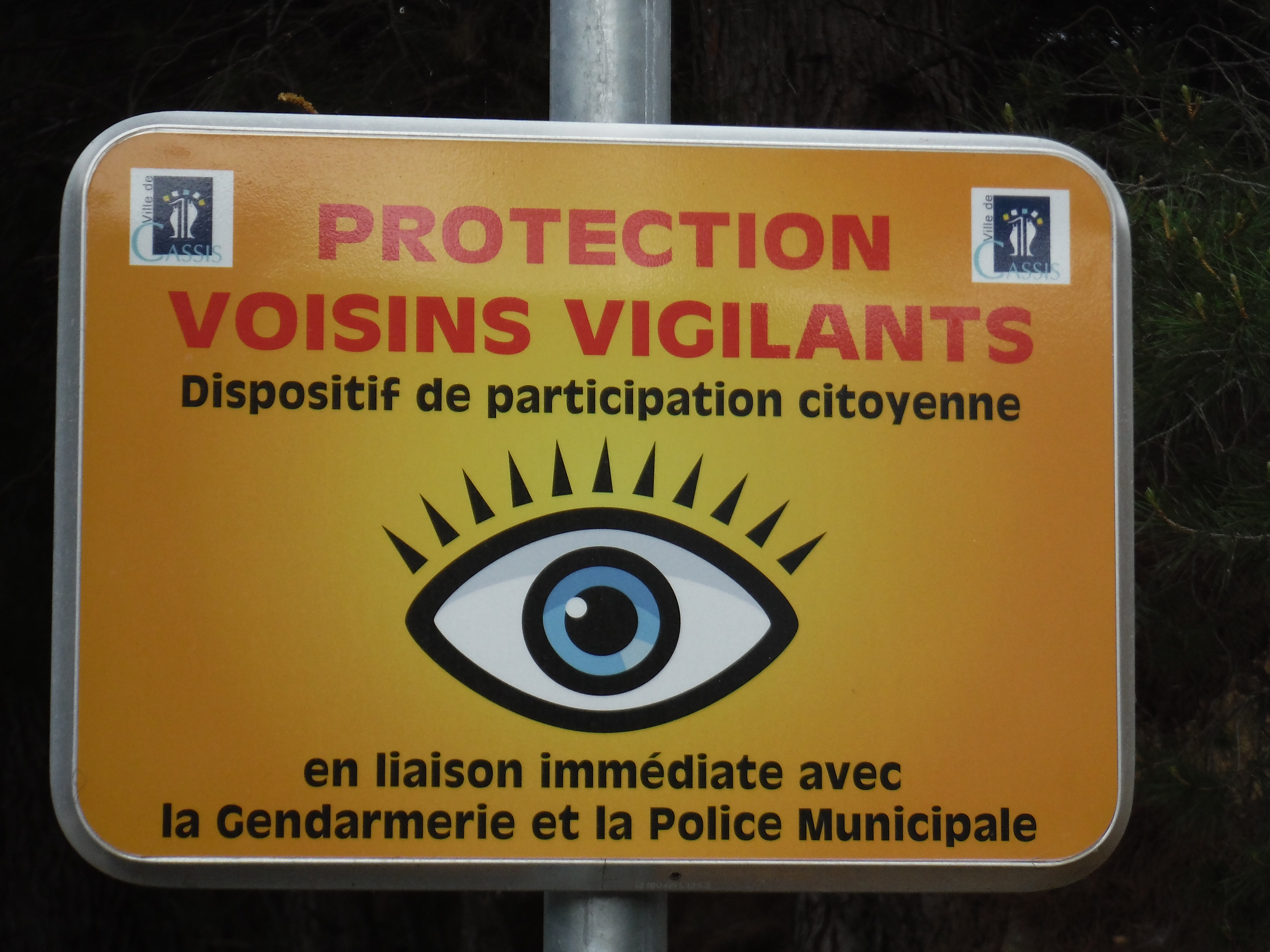
Panneau « Voisins vigilants » à Cassis (Bouches-du-Rhône, France).

En France, plus d'une commune sur cinq adhère à un dispositif de participation citoyenne tourné vers la surveillance de la délinquance du quotidien, en lien avec la police et gendarmerie.
Le 22 juin 2011, une circulaire est émise par Claude Guéant, ministre de l'Intérieur, portant sur un « dispositif de participation citoyenne », lequel « s'inspire du concept de neighbourhood watch ». Dans celle-ci, il déclare notamment :   

« J'entends développer encore les actions partenariales susceptibles d'amplifier l'efficacité de la prévention de la délinquance. Aussi ai-je décidé d'étendre la mise en œuvre du dispositif de participation citoyenne. Fondé sur la solidarité, le concept vise à développer un comportement de nature à mettre en échec la délinquance...
La majorité des retours d'expérience met en évidence une baisse significative de la délinquance d'appropriation dans les secteurs où le dispositif a été mis en œuvre. Certaines communes ont enregistré une baisse de 20 % à 40 % des cambriolages constatés...
Les voisins vigilants ne sauraient en aucun cas se prévaloir de prérogatives administratives ou judiciaires...
Parce qu'il renforce le contact et les échanges, ce concept participe autant de la sécurité que du lien social...
Cette démarche s'inscrit dans la large gamme d'outils de prévention de la délinquance déjà existants... »

La circulaire a été critiquée par la juriste Geneviève Kouby qui compare ce dispositif à la délation, et qui écrit :

« La circulaire du 22 juin 2011 commande le développement des « actions partenariales » dans le but de faire entrer la « population » dans les mécanismes des politiques de sécurité — et sans doute ainsi pallier aux dysfonctionnements d’un service public atteint par la réduction des effectifs. En matière de sécurité et de lutte contre la délinquance, la participation sollicitée revêt un caractère spécifique qui confine à l’appel à la délation, à la culture de la dénonciation — plutôt qu’à celle du témoignage.
[…]
De fait, cette circulaire signe l’échec des politiques de sécurité menées depuis quelques années ; elle est un des indices des revers de la « guerre » engagée contre les délinquants par les pouvoirs publics . En quelque sorte, après en avoir appelé à une implication plus intensive de la part des collectivités territoriales, le ministre de l’intérieur se trouve ici contraint de se référer à la population…
[…]
Ces personnes volontaires seront les « citoyens vigilants » qui, en voisins, joueront les rôles de gardiens d’immeuble, de veilleur, d’agent de sécurité, etc. Mais aussi, elles seront amenées à signaler les comportements « suspects », les faits « anormaux », les hiatus dans l’ordinaire qui assure de la norme !! »

Le dispositif est renouvelé  par une circulaire du ministère de l’intérieur en 2019. Il prévoit qu'une convention soit signée entre la commune, la préfecture et la police ou la gendarmerie, afin d'encadrer un processus dont le maire a l'initiative. Plusieurs citoyens volontaires  sont désignés référents par la mairie dans chaque quartier et mis en lien avec des policiers référents. Le ministère de l'Intérieur indique qu'en 2020, environ 5 700 communes ont signé ce type de convention.
L'outil « Voisins vigilants et solidaires », développé par un acteur privé, propose également une plateforme de mise en lien entre la mairie, les citoyens et les services de police ou de gendarmerie. Ces acteurs peuvent ainsi communiquer par SMS, application ou mail. L'inscription est gratuite pour les « voisins » mais ce service est facturé 2 000 € par an pour une commune de 10 000 habitants. La communication de l'entreprise « Voisins vigilants et solidaires » est cependant trompeuse et son efficacité reste douteuse, sans étude d'ensemble.

### Controverses
En France, l'émergence de la surveillance de voisinage pose questionnement concernant le risque d'évolution vers des milices, et un mouvement vers de la « surveillance privatisée ».
Selon la sociologue Virginie Malochet, même si ces outils ont des effets sur la cohésion sociale, ils s'établissent « dans une logique défensive de protection du quartier et détection de l’intru(sion) ».
Pour le criminologue Sébastian Roché, directeur de recherches au CNRS, « Une des motivations principales [de la surveillance de voisinage] est le rapport coûts-avantages puisqu’il fait travailler des gens gratuitement. Un agenda politique ou l’envie d’une solution pratique qui ne coûte pas cher suscitent l’intérêt des mairies ».

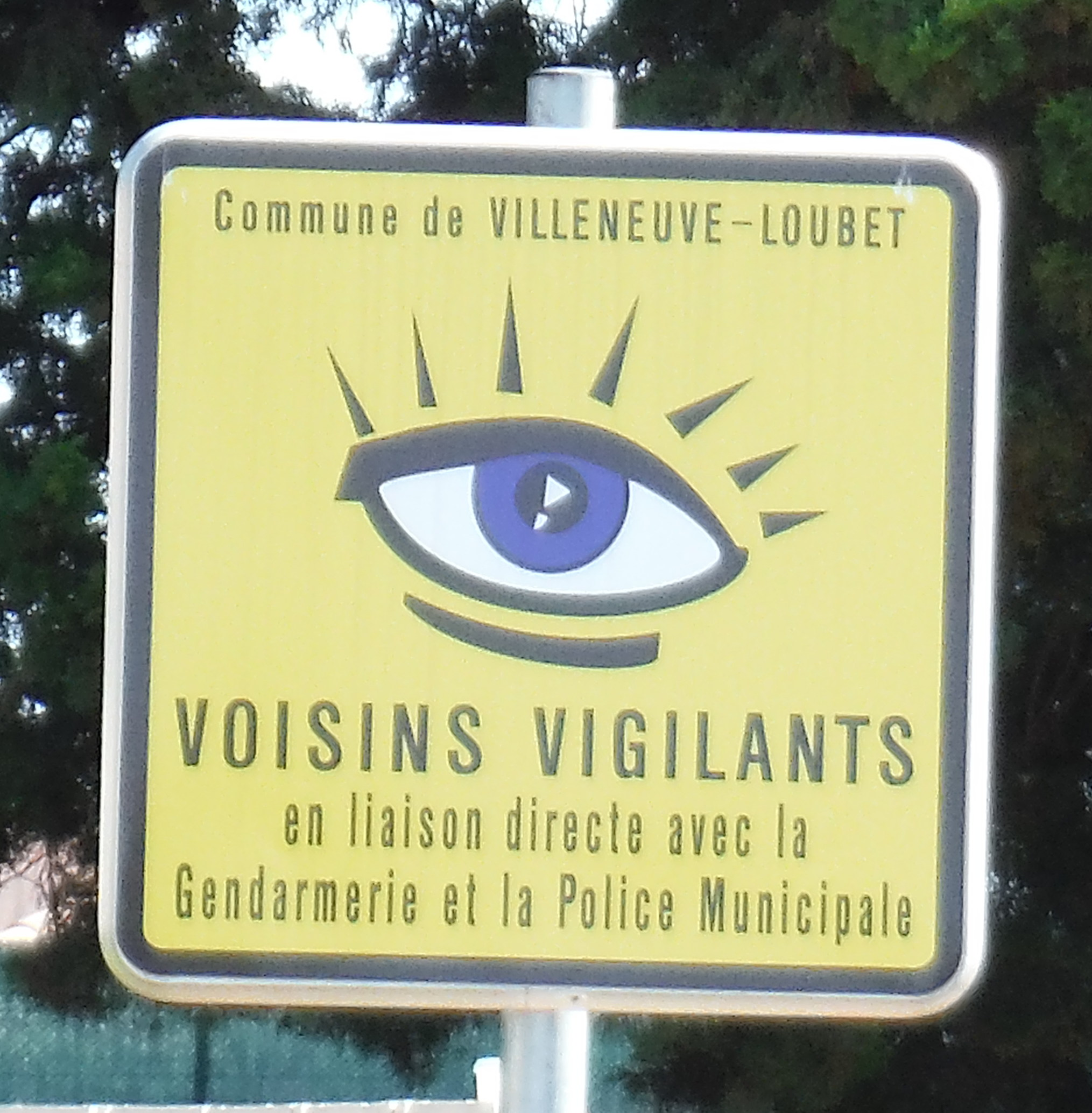
Panneau « Voisins vigilants » à Villeneuve-Loubet (Alpes-Maritimes).
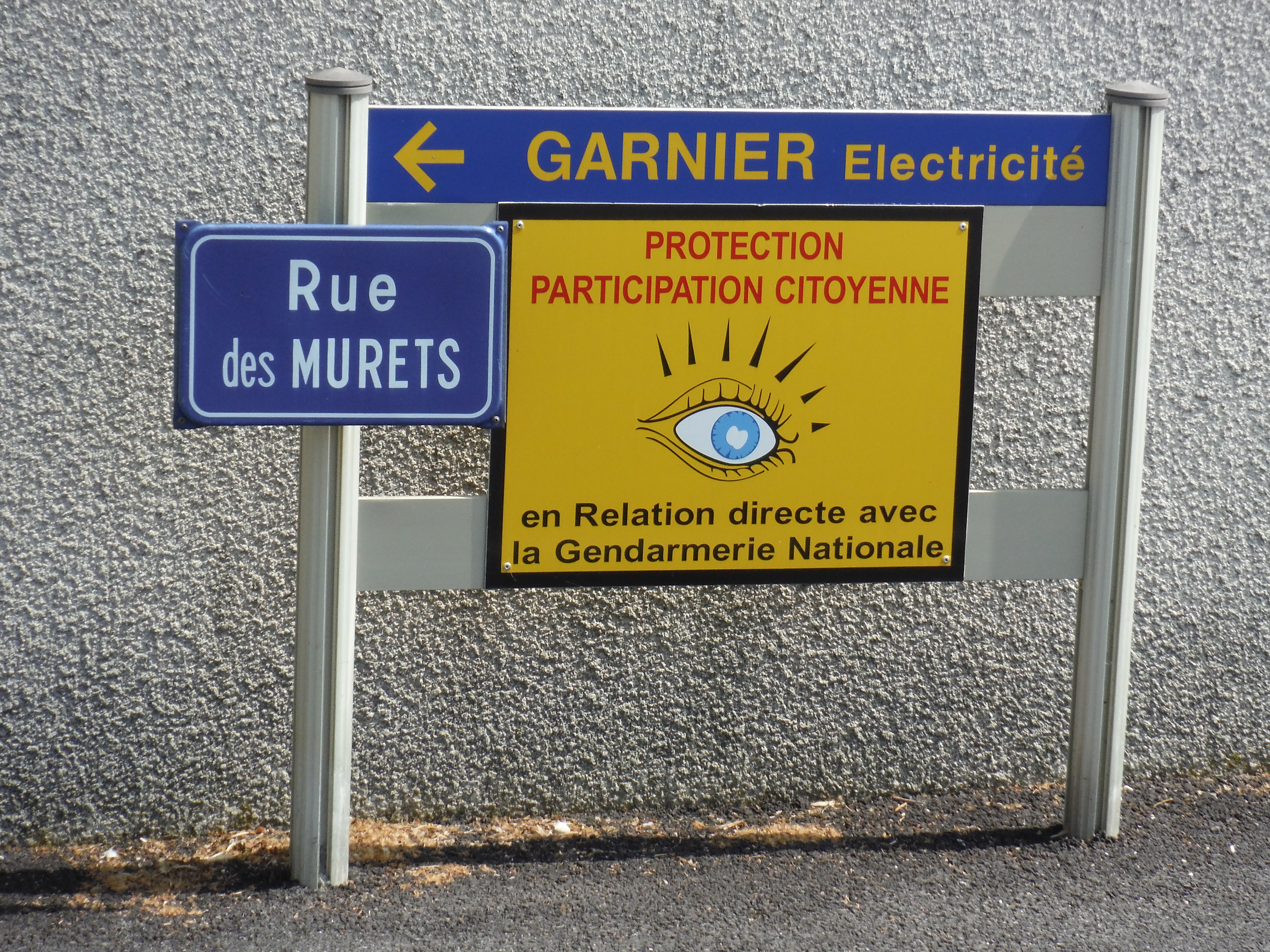
Panneau Protection participation citoyenne à Mauves (Ardèche).
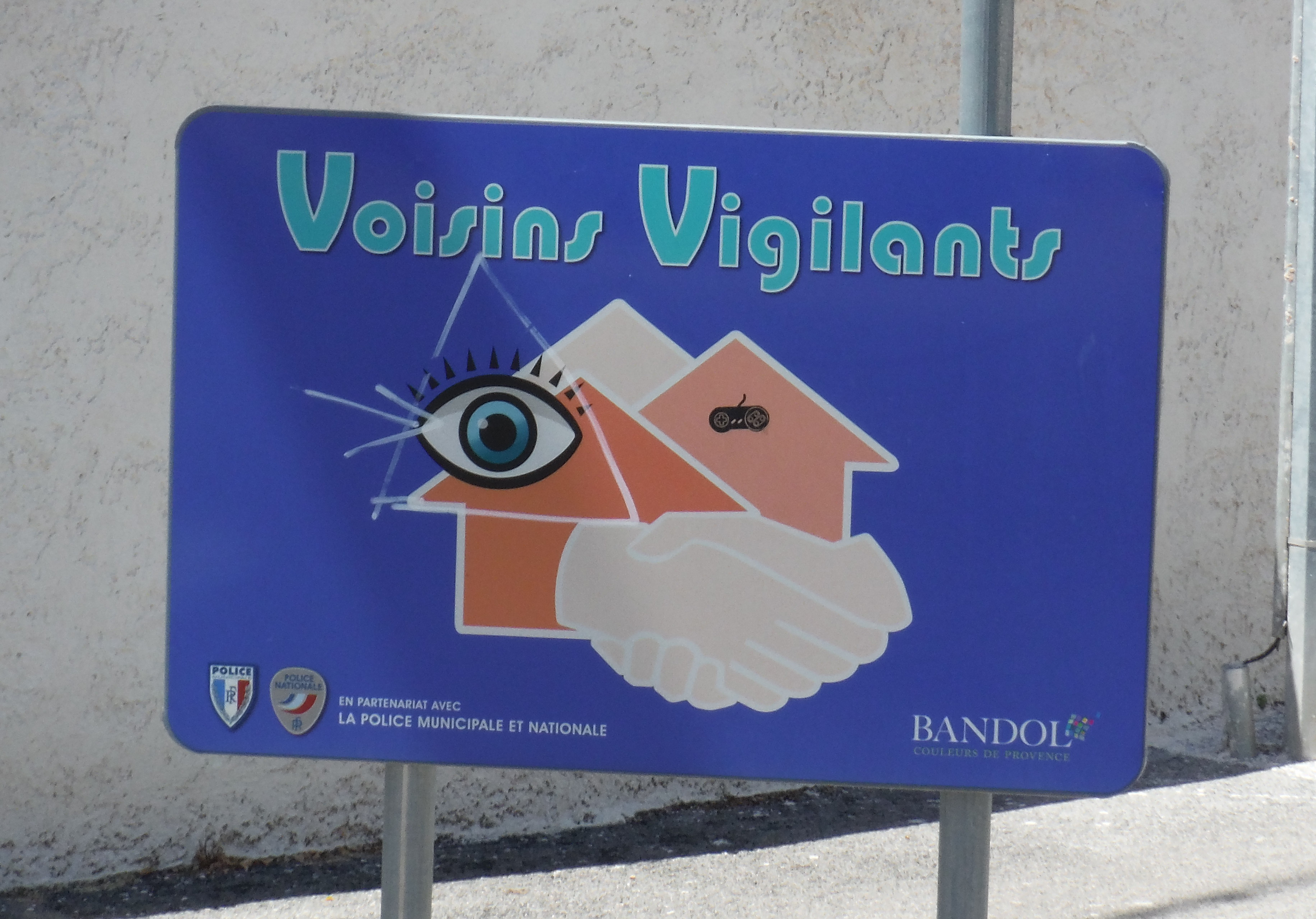
Panneau Voisins vigilants à Bandol (Var).

## Dénominations
Il existe plusieurs dénominations pour ce type de dispositif. Par exemple : « Voisins Vigilant »s (France), « Surveillance mutuelle des habitations » (Canton de Vaud, Suisse), « Patrouille citoyenne » (Barcelone, Espagne).

## Dans la culture populaire
- Jack Narval, La mort était servie à l'heure, Pavillon noir, thriller évoquant les Neighbourhood watch.